# Mijoux
Mijoux – miejscowość i gmina we Francji, w regionie Owernia-Rodan-Alpy, w departamencie Ain.

## Położenie
Leży w górach Jura, w głębokiej, wąskiej dolinie górnego biegu rzeki Valserine, wciśniętej między grzbiet wewnętrznego, najwyższego pasma Jury (po stronie wschodniej) a rozległe plateau Lajoux (na zachodzie). Terytorium gminy stanowi w większości wąski pas ziemi, sięgający po stronie zachodniej jedynie po koryto Valserine. Po stronie wschodniej granice gminy biegną nieco wyżej (ok. 1300 m n.p.m.), ale tylko na odcinku od szczytu Grand Montrond (1614 m n.p.m.) po przełęcz Faucille sięgają po linię wspomnianego grzbietu. Centrum miejscowości leży na wysokości ok. 990 m n.p.m.

## Demografia
Jeszcze na początku XX w. liczba ludności przekraczała 660 osób. Ze względu na swe położenie miejscowość jednak szybko się wyludniała i w połowie lat 70. XX w. liczyła niespełna 200 mieszkańców. Według danych na styczeń 2012 roku gminę zamieszkiwały 392 osoby, a gęstość zaludnienia wynosiła 17,9 osób/km².

## Sport i turystyka
Miejscowość, pomimo dość uciążliwej komunikacji zarówno z resztą terytorium francuskiego jak i z bliską aglomeracją Genewy, jest dość ruchliwym ośrodkiem narciarskim z kombinowaną koleją gondolowo-krzesełkową, koleją krzesełkową i kilkoma wyciągami narciarskimi, wyprowadzającymi w rejon szczytu Petit Montrond i przełęczy Faucille.